# マトラ・MS80
マトラ・MS80 (Matra MS80) は、マトラが製作したフォーミュラ1カー。1969年のF1世界選手権に投入された。フォード・コスワース DFVエンジンを搭載し、ジャッキー・スチュワートが1969年のドライバーズタイトルを獲得した。

## 開発
MS80はジェラール・ドゥカルージュとベルナール・ボイヤーの指揮の下、パリ南西部のヴェリジー＝ヴィラクブレーにあるマトラの拠点で開発が行われた。製作はマトラによるものであったが、ケン・ティレルが運営するノンワークスチームのマトラ・インターナショナルからシリーズに参戦した。MS80は高速域におけるタイヤグリップの向上を目的としたダウンフォースを増加させるために、「ウィング」を装着した最初のフォーミュラ1カーの一つであった。ウィングの導入は1968年に行われたが、ハイウィング装着車による重大な事故が発生したため、MS80はより頑丈な低ウィングに変更され、それは車体後方に直接取り付けられた。
MS80は1969年に2台のみが製造された。3台目のモノコックも製作されたが、それは2006年まで完成車として組み立てられなかった。2006年に発行された「モータースポーツ」誌でジャッキー・スチュワートはMS80を自身がドライブした中で最高のハンドリングを持つ車と評価している。
ギャラリー
- MS80、2009年のグッドウッド・フェスティバル・オブ・スピード。
- マトラ・MS80、1969年のチャンピオンマシン。

## F1における全成績
(key) （太字はポールポジション、斜体はファステストラップ）
| 年     | チーム                     | エンジン                       | タイヤ | ドライバー                     | 1   | 2   | 3   | 4   | 5   | 6   | 7   | 8   | 9   | 10  | 11  | ポイント | 順位 |
| ------ | -------------------------- | ------------------------------ | ------ | ------------------------------ | --- | --- | --- | --- | --- | --- | --- | --- | --- | --- | --- | -------- | ---- |
| 1969年 | マトラ・インターナショナル | フォード コスワース DFV 3.0 V8 | D      |                                | RSA | ESP | MON | NED | FRA | GBR | GER | ITA | CAN | USA | MEX | 661      | 1位  |
| 1969年 | マトラ・インターナショナル | フォード コスワース DFV 3.0 V8 | D      | ジャッキー・スチュワート       |     | 1   | Ret | 1   | 1   | 1   | 2   | 1   | Ret | Ret | 4   | 661      | 1位  |
| 1969年 | マトラ・インターナショナル | フォード コスワース DFV 3.0 V8 | D      | ジャン＝ピエール・ベルトワーズ |     | 3   | Ret | 8   | 2   |     | 12  | 3   | 4   | Ret | 5   | 661      | 1位  |

1 9ポイントはマトラ・MS10、1ポイントはマトラ・MS84による。

## 参照
1. ↑  “Matra MS80”. StatsF1.com. 2015年1月28日閲覧。
2. ↑  Henry, Alan (June 2006). “Jackie Stewart talks to Alan Henry”. Motor Sport 2015年8月28日閲覧。.